# Martin Klíma
Martin Klíma (* 7. června 1969 Bristol) je český vývojář počítačových her a her na hrdiny, studentský vůdce během sametové revoluce a fanoušek fantastiky.
Jeho nejznámější díla jsou hra na hrdiny Dračí doupě (1990) a videohra Kingdom Come: Deliverance (2018) z Warhorse Studios, jehož je spoluzakladatelem a výkonným producentem.

## Život a převrat
Martin Klíma se narodil v britském Bristolu fyzikovi a literátovi Janu Klímovi (mladšímu bratru  spisovatele Ivana) a jeho novomanželce Aleně, kteří tam tehdy pobývali na univerzitě a vrátili se do ČSSR roku 1971. Má mladší sestru, jeho bratranec je mediální manažer Michal Klíma.
Od střední školy (gymnázium Botičská) se zajímal o science fiction a zapojil se do pražského fandomu. Když roku 1987 začal studovat fyziku na MFF UK, vstoupil do tamního sci-fi klubu Villoidus a v letech 1988–9 byl šéfredaktorem jeho stejnojmenného fanzinu. Napsal i společně s jinými autory několik povídek, novel a divadelní hru, zčásti publikovaných pod pseudonymy.
Na MFF zorganizoval úspěšnou petici proti záměru zbourat její historické budovy na Karlově kvůli novostavbám sousední nemocnice podle brutalistního projektu Karla Pragera. Na přelomu září a října 1989 se studentem MFF Markem Bendou a jeho známými z dalších fakult založili nezávislé studentské hnutí Stuha. Právě Stuha přišla s myšlenkou připravit na 17. listopad 1989 manifestaci na Albertově a Martin Klíma zakončil tamní projevy za nezávislé studenty (po vypískaném zástupci SSM). 
Dnes vzpomínáme našich předchůdců, kteří neváhali nasadit svůj život při obraně práv, která považovali za nezadatelná – práva na vzdělání, práva na akademické svobody, práva na národní hrdost. Tehdy nepochybovali o tom, že poroba je horší než smrt a že o svobodu se musí bojovat – a nelze bez ní žít. […] Dnes nebudeme jen pietně vzpomínat, jde nám o přítomnost a ještě více o budoucnost! […] V této chvíli je pro budoucí svobodnou studentskou existenci nezbytné, abychom se zastali našich kolegů na vysokých školách, kteří jsou persekvováni za svůj občanský postoj nebo za účast na demonstracích 28. října. K jejich obraně vyzýváme všechny, zvláště pak oficiální studentské představitele. Vysokoškoláci na různých místech a v různých dobách bojovali a bojují za svobodu, proti totalitnímu bezpráví. To byl případ českých studentů v roce 1939, o to usilovali čínští studenti, zabití letos v Pekingu, proti zlu bojují studenti v Palestině a dalších zemích. Prosím vás, abyste jejich památku uctili minutou ticha.

Po brutálním rozehnání demonstrace na Národní třídě se Martin Klíma pustil do organizování studentské stávky na MFF a brzo se stal jedním ze tří mluvčích koordinačního stávkového výboru vysokých škol. Když stávka na přelomu roku skončila, nechtěl se na rozdíl od dalších jako jeho přítel z gymnázia Šimon Pánek dál angažovat veřejně. Roku 1993 absolvoval MFF s titulem Mgr., v červnu 1994 se vzali s autorkou fantastiky Vilmou Kadlečkovou. Mají tři děti.

## 90. léta a hry
Ještě v roce 1990 Martin Klíma s několika spoluautory dokončil již před revolucí rozpracovanou hru na hrdiny Dračí doupě inspirovanou americkou Dungeons & Dragons a vydal ji v nakladatelství Altar, které spoluzaložil. Dalšími nejvýznamnějšími osobami Altaru byli Michael Bronec a později Martin Kučera. Klíma působil i v klubu fanoušků Dračího doupěte Hexaedr, spoluorganizoval jeho akce apod.
V polovině 90. let se Klíma začal zabývat vývojem počítačových her. Jako první, ještě v rámci Altaru, vyšla logická hra Fish Fillets (1997). Následně Klíma s dalšími společníky založil samostatné studio Altar Interactive v Brně. To vydalo real-time strategii Original War (2001, inspirována románem Wolfgang Jeschke: Poslední den stvoření, č. 1989, překlad Jan Hlavička) a pak dvě pokračování britsko-americké série X-COM/UFO.
Roku 2005 se Altar stal pobočkou Bohemia Interactive, kde Klíma nadále působil jako producent. V sezóně 2008–9 pracoval v Anglii ve studiu Codemasters na vývoji hry Operation Flashpoint: Dragon Rising; po návratu do vlasti byl krátce zaměstnán jako projektový manažer v korporaci SAS.
Martin Klíma příležitostně publikoval v časopisech Ikarie, Respekt, Tvar a deníku Lidové noviny.

## Warhorse
V létě 2011 Martin Klíma se známým herním designérem Danielem Vávrou založili vývojářskou firmu Warhorse Studios (Vávra měl podíl 17 %, Klíma 13 %, zbytek miliardář Zdeněk Bakala, který rozjezd financoval). Jejich cílem bylo vytvořit hru Kingdom Come: Deliverance, na svou dobu netypickou a komplexní historickou akční RPG z pohledu první osoby s realistickým otevřeným světem, souboji a jízdou na koni, odehrávající se počátkem 15. století v Posázaví.
V lednu 2014 rozpracovanou hru, která ještě nezískala vydavatele, s velkým úspěchem zpropagovali, respektive částečně financovali crowdfundingem na Kickstarteru; vybralo se v přepočtu 36 mil. Kč. Hra vyšla po několika odkladech v únoru 2018 a byla úspěšnější, než čekali i optimisté: přes online obchod Steam se prodalo 300 tisíc kopií během prvních dvou dnů, rok po vydání KC:D dva miliony a v červenci 2022 na pět milionů.
V únoru 2019 koupila Warhorse švédská herní korporace THQ Nordic AB (nedlouho poté přejmenovaná Embracer Group) prostřednictvím své rakouské dceřinky Koch Media (později Plaion) za 42,8 milionu eur, tehdejším kursem 1,1 miliardy Kč; Klíma s Vávrou zůstali pracovat ve svých funkcích a v roce 2025 vyšlo pokračování Kingdom Come: Deliverance II.
Martin Klíma rovněž působí v profesním sdružení Asociace herních vývojářů a občas vystupuje s popularizačními i odbornými přednáškami nebo vede vysokoškolské semináře o počítačových hrách a jejich tvorbě.

## Tvorba
- Marek Benda, Martin Benda, Martin Klíma, Pavel Dobrovský, Monika Pajerová, Šimon Pánek, Roman Kříž: Studenti psali revoluci. Univerzum, Praha 1990, ISBN 80-85207-02-8. Dostupné online, Národní digitální knihovna. Klímovy vzpomínky na dny kolem 17. listopadu jsou na str. 24–7, 28–30 a 35–8 v úvodní kapitole Formování studentského hnutí.
- Martin Klíma, Martin Benda, Karel Papík, Vilma Kadlečková: Dračí doupě. Altar, Praha 1990 a řada dalších, upravených a rozšířených vydání, i s dalšími spoluautory
- Příspěvky Martina Klímy ve fanzinu Interkom (1990–2004, vzácné pozdější v PDF nejsou indexovány)
- Martin Klíma (všechny články autora) v Respektu (placený archiv, 1992–3)

### Počítačové hry
- Fish Fillets (1997), Altar
- Original War (2001), Altar Interactive
- UFO: Aftermath (2003)
- UFO: Aftershock (2005)
- Kingdom Come: Deliverance (2018), Warhorse Studios